# Gūzal Bolāgh
Gūzal Bolāgh (persiska: گوزل بلاغ) är en ort i Iran.   Den ligger i provinsen Västazarbaijan, i den nordvästra delen av landet, 400 km väster om huvudstaden Teheran. Gūzal Bolāgh ligger 1 721 meter över havet och antalet invånare är 667.
Terrängen runt Gūzal Bolāgh är kuperad, och sluttar söderut.Runt Gūzal Bolāgh är det ganska glesbefolkat, med 48 invånare per kvadratkilometer. Gūzal Bolāgh är det största samhället i trakten. Trakten runt Gūzal Bolāgh består i huvudsak av gräsmarker.